# DFS Classic 1993
Birmingham Classic 1993 — жіночий тенісний турнір, що проходив на відкритих трав'яних кортах в Edgbaston Priory Club у Бірмінгемі, Англія. Належав до турнірів 3-ї категорії в рамках Туру WTA 1993. Відбувсь удванадцяте (вперше після зміни назви на "DFS Classic") і тривав з 7 до 13 червня 1993 року.

## Учасниці
| \| Спортсменка \| Країна \| Сіяна \| \| --------------------- \| ------ \| ----- \| \| Мартіна Навратілова \| \| 1 \| \| Аманда Кетцер \| \| 2 \| \| Наталі Тозья \| \| 3 \| \| Зіна Гаррісон-Джексон \| \| 4 \| \| Лорі Макніл \| \| 5 \| \| Патті Фендік \| \| 6 \| \| Пем Шрайвер \| \| 7 \| \| Лариса Савченко \| \| 8 \| \| Ендо Мана \| \| 9 \| \| Лінда Гарві-Вілд \| \| 10 \| \| Джинджер Гелгесон \| \| 11 \| \| Розалін Нідеффер \| \| 12 \| \| Кімберлі По \| \| 13 \| \| Елна Рейнах \| \| 14 \| \| Чанда Рубін \| \| 15 \| \| Манон Боллеграф \| \| 16 \| | Нижче наведено учасниць, які отримали вайлд-кард на участь в основній сітці: - Джо Дьюрі - Аманда Гранфелд - Ширлі-Енн Сіддалл - Лорна Вудрофф Нижче наведено гравчинь, які пробились в основну сітку через стадію кваліфікації: - Катріна Адамс - Софі Ам'яш - Енн Гендрікссон - Кеммі Макгрегор - Шеннен Маккарті - Теммі Віттінгтон Учасниці, що потрапили до основної сітки як щасливий лузер: - Марія Страндлунд |       |
| Спортсменка | Країна | Сіяна |
| Мартіна Навратілова | США | 1     |
| Аманда Кетцер | ПАР | 2     |
| Наталі Тозья | Франція | 3     |
| Зіна Гаррісон-Джексон | США | 4     |
| Лорі Макніл | США | 5     |
| Патті Фендік | США | 6     |
| Пем Шрайвер | США | 7     |
| Лариса Савченко | СРСР | 8     |
| Ендо Мана | Японія | 9     |
| Лінда Гарві-Вілд | США | 10    |
| Джинджер Гелгесон | США | 11    |
| Розалін Нідеффер | ПАР | 12    |
| Кімберлі По | США | 13    |
| Елна Рейнах | ПАР | 14    |
| Чанда Рубін | США | 15    |
| Манон Боллеграф | Нідерланди | 16    |

## Фінальна частина

### Одиночний розряд
Лорі Макніл —  Зіна Гаррісон-Джексон 6–4, 2–6, 6–3
- Для Макніл це був перший титул за сезон і 9-й — за кар'єру.

### Парний розряд
Лорі Макніл /  Мартіна Навратілова —  Пем Шрайвер /  Елізабет Смайлі 6–3, 6–4
- Для Макніл це був перший титул у парному розряді за сезон і 26-й — за кар'єру. Для Навратілової це був другий титул у парному розряді за сезон і 162-й - за кар'єру.